# Фильмография Тода Браунинга
Фильмография американского режиссёра Тода Браунинга (1880—1962) содержит работы в немых и звуковых фильмах, в которых он принимал участие как режиссёр, сценарист, продюсер и актёр. Большинство фильмов, поставленных Браунингом, а также его выступления в качестве актёра в настоящее время считаются утерянными.
До начала своей карьеры в кино, Браунинг приобрел известность как артист водевиля, участвуя в карнавальных представлениях в качестве клоуна и акробата. Его актёрский дебют состоялся в 1913 году в короткометражной комедийной картине «Запах ужасного преступления», где он сыграл роль гробовщика. В период с 1913 по 1915 год он снялся в общей сложности в пятидесяти фильмах, включая его появлении в сериях короткометражных фильмов «Посыльный Билл» в паре с Фэй Тинчер и Таммани Янг. Первой режиссёрской работой Браунинга стала кинолента «Удачная пересадка» (1915), повествующая о женщине-репортере, которая раскрывает кражу драгоценностей. В тот же год он поставил несколько фильмов, в том числе мелодрамы «Живая смерть» и «Обожженная рука», в которых прослеживались тематические элементы, ставшие характерными для его будущих известных работ. Кроме того, Браунинг занимался написанием сценариев для ряда фильмов, как «Королева банды» (1915), «Солнечный папаша» (1916) и «Тайна летучей рыбы» (1916) с участием Дугласа Фэрбенкса.
В 1917 году Браунинг снял первый полнометражный фильм «Джим Бладсо», получивший признание критиков. Вскоре он заключил контракт с киностудией Universal, где начал создавать фильмы, в которых часто изображался мир мошенников, артистов интермедии и различных маргинальных членов общества. Первой из таких картин стала драма «Какая женщина?» (1918) с Присциллой Дин, которая в то время была восходящей звездой студии. В дальнейшем Браунинг продолжал снимать Дин в таких успешных фильмах, как «Бесстыдная красота» (1918), «Девица из Стамбула» (1920), «Под двумя флагами» (1922), а также в «Испорченная милашка» (1919) и «Вне закона» (1920), где второстепенные роли злодеев сыграл характерный актёр Лон Чейни. Тем не менее, после череды провальных фильмов и проблем с алкоголем, Браунинг приобрел репутацию ненадёжного режиссёра, что способствовало его уходу из Universal в 1923 году.
В 1925 году Браунинг перешел на Metro-Goldwyn-Mayer (MGM) и первой картиной для этой студии стала криминальная мелодрама «Несвятая троица», в которой главную роль исполнил Лон Чейни. Фильм повествует о трёх циркачах-преступниках занимающихся продажей дефективных попугаев с целью ограбления состоятельных покупателей. Лента имела кассовый успех и стала началом плодотворного сотрудничества между Браунингом и Чейни, продлившиеся до смерти актёра в 1930 году. Совместно с Чейни Браунинг создал ряд знаковых кинокартин, посвященных темам навязчивой мести, увечий, отсутствующих или нефункционирующих конечностей и сексуальной дисфункции: «Дрозд» (1926), «Дорога на Мандалай» (1926), «Неизвестный» (1927), «Лондон после полуночи» (1927), «Большой город» (1928), «Запад Занзибара» (1928) и «Восток есть восток» (1929). Среди других работ режиссёра этого периода были драматические фильмы «Духовидица» (1925) и «Шоу» (1927) с Джоном Гилбертом и Рене Адоре.
В 1929 году Браунинг снял свой первый звуковой фильм «Тринадцатый стул», в котором сыграли Лейла Хайамс, Конрад Найджел и Бела Лугоши. В  период краткосрочного сотрудничества с киностудией Universal, он срежиссировал картину «Дракула» (1931), основанную на одноимённых пьесах Гамильтона Дина и Джона Л. Балдерстона,  а также оригинальном романе Брэма Стокера. Этот фильм стал важной вехой в истории кино и жанра ужасов, принёсшей мировое признание как самому Браунингу, так и исполнителю роли вампира Беле Лугоши. Лента заложила основу для создания серии фильмов ужасов Universal. Вернувшись обратно в MGM, Браунинг поставил докодексовый фильм ужасов «Уродцы» (1932). Особенностью этого фильма являлось участие настоящих цирковых артистов с физическими и умственными отклонениями. Фильм провалился в прокате и был разгромлен критиками, а из-за своего провокационного содержания был запрещен к показу в Великобритании. По прошествию времени картина приобрела культовый статус, а в 1994 году была включена в Национальный реестр фильмов Библиотеки Конгресса США. Провал «Уродцев» оказал влияние на дальнейшую карьеру Браунинга и в последующие годы он снял лишь несколько малоуспешных фильмов. Среди них — комедийная драма «Шустрые малые» (1933), мистический фильм «Знак вампира» (1935), фантастическая мелодрама «Дьявольская кукла» (1936) и мистическая комедия «Чудеса на продажу» (1939), ставшая его последней режиссёрской работой. Впоследствии Браунинг сосредоточился на написании сценариев и в начале 1940-х годов завершил свою карьеру в кино.

## Как режиссёр, сценарист и продюсер

### Полнометражные немые фильмы
| Год  | Русское название           | Оригинальное название             | Режиссёр  | Сценарист | Продюсер  | Примечания                                            | Ист.          |
| ---- | -------------------------- | --------------------------------- | --------- | --------- | --------- | ----------------------------------------------------- | ------------- |
| 1916 | Солнечный папаша           | англ. Sunshine Dad                | ❌        | зелёная ✓ | ❌        | соавтор сценария (история)                            | [ 33 ]        |
| 1916 | Последняя скачка Атта-боя  | англ. Atta Boy’s Last Race        | ❌        | зелёная ✓ | ❌        | соавтор сценария (история и сценарий); утер. фильм    | [ 34 ]        |
| 1917 | Джим Бладсо                | англ. Jim Bludso                  | зелёная ✓ | зелёная ✓ | ❌        | сорежиссёр; утер. фильм                               | [ 35 ]        |
| 1917 | Возвышенная любовь         | англ. A Love Sublime              | зелёная ✓ | зелёная ✓ | ❌        | сорежиссёр / соавтор сценария (сценарий); утер. фильм | [ 36 ]        |
| 1917 | Руки вверх!                | англ. Hands Up!                   | зелёная ✓ | ❌        | ❌        | утер. фильм                                           | [ 37 ]        |
| 1917 | Пегги, обманчивая надежда  | англ. Peggy, the Will O' the Wisp | зелёная ✓ | ❌        | ❌        | утер. фильм                                           | [ 38 ]        |
| 1917 | Жюри судьбы                | англ. The Jury of Fate            | зелёная ✓ | ❌        | ❌        | утер. фильм                                           | [ 39 ]        |
| 1918 | Глаза тайны                | англ. The Eyes of Mystery         | зелёная ✓ | ❌        | ❌        | утер. фильм                                           | [ 40 ]        |
| 1918 | Легион смерти              | англ. The Legion of Death         | зелёная ✓ | ❌        | ❌        | утер. фильм                                           | [ 41 ]        |
| 1918 | Месть                      | англ. Revenge                     | зелёная ✓ | ❌        | ❌        | утер. фильм                                           | [ 42 ]        |
| 1918 | Какая женщина?             | англ. Which Woman?                | зелёная ✓ | ❌        | ❌        | сорежиссёр; утер. фильм                               | [ 43 ] [ 44 ] |
| 1918 | Решающий поцелуй           | англ. The Deciding Kiss           | зелёная ✓ | ❌        | ❌        | —                                                     | [ 45 ]        |
| 1918 | Бесстыдная красота         | англ. The Brazen Beauty           | зелёная ✓ | ❌        | ❌        | утер. фильм                                           | [ 46 ]        |
| 1918 | Освобожденный              | англ. Set Free                    | зелёная ✓ | зелёная ✓ | ❌        | соавтор сценария (сценарий); утер. фильм              | [ 47 ] [ 48 ] |
| 1919 | Испорченная милашка        | англ. The Wicked Darling          | зелёная ✓ | ❌        | ❌        | —                                                     | [ 49 ]        |
| 1919 | Изысканный вор             | англ. The Exquisite Thief         | зелёная ✓ | ❌        | ❌        | част. утер. фильм                                     | [ 50 ]        |
| 1919 | Ненакрашенная женщина      | англ. The Unpainted Woman         | зелёная ✓ | ❌        | ❌        | утер. фильм                                           | [ 51 ]        |
| 1919 | Лепесток течения           | англ. The Petal on the Current    | зелёная ✓ | ❌        | ❌        | утер. фильм                                           | [ 52 ]        |
| 1919 | Красивая, красивая девушка | англ. Bonnie, Bonnie Lassie       | зелёная ✓ | зелёная ✓ | ❌        | соавтор сценария (сценарий); утер. фильм              | [ 53 ]        |
| 1919 | Указывающий палец          | англ. The Pointing Finger         | ❌        | ❌        | зелёная ✓ | управляющий производством; утер. фильм                | [ 54 ]        |
| 1920 | Девица из Стамбула         | англ. The Virgin of Stamboul      | зелёная ✓ | зелёная ✓ | ❌        | соавтор сценария (сценарий)                           | [ 55 ]        |
| 1920 | Вне закона                 | англ. Outside the Law             | зелёная ✓ | зелёная ✓ | зелёная ✓ | соавтор сценария (история и сценарий)                 | [ 56 ]        |
| 1921 | Тайны общества             | англ. Society Secrets             | ❌        | ❌        | зелёная ✓ | утер. фильм                                           | [ 57 ] [ 58 ] |
| 1921 | Ни одна женщина не знает   | англ. No Woman Knows              | зелёная ✓ | зелёная ✓ | зелёная ✓ | соавтор сценария (сценарий); непол. фильм             | [ 59 ] [ 60 ] |
| 1922 | Мудрая девочка             | англ. The Wise Kid                | зелёная ✓ | ❌        | ❌        | утер. фильм                                           | [ 61 ]        |
| 1922 | Человек под прикрытием     | англ. Man Under Cover             | зелёная ✓ | ❌        | ❌        | утер. фильм                                           | [ 62 ]        |
| 1922 | Под двумя флагами          | англ. Under Two Flags             | зелёная ✓ | зелёная ✓ | ❌        | соавтор сценария (адаптация)                          | [ 63 ]        |
| 1923 | Дрейфующий                 | англ. Drifting                    | зелёная ✓ | зелёная ✓ | ❌        | соавтор сценария (сценарий)                           | [ 64 ]        |
| 1923 | День веры                  | англ. The Day of Faith            | зелёная ✓ | ❌        | ❌        | утер. фильм                                           | [ 65 ] [ 66 ] |
| 1923 | Белый тигр                 | англ. White Tiger                 | зелёная ✓ | зелёная ✓ | ❌        | соавтор сценария (история и сценарий)                 | [ 67 ]        |
| 1924 | Опасный флирт              | англ. The Dangerous Flirt         | зелёная ✓ | ❌        | ❌        | утер. фильм                                           | [ 68 ]        |
| 1924 | Сэл, шелковый чулок        | англ. Silk Stocking Sal           | зелёная ✓ | ❌        | ❌        | утер. фильм                                           | [ 69 ]        |
| 1925 | Несвятая троица            | англ. The Unholy Three            | зелёная ✓ | ❌        | зелёная ✓ | —                                                     | [ 70 ]        |
| 1925 | Доллар падает              | англ. Dollar Down                 | зелёная ✓ | ❌        | ❌        | непол. фильм                                          | [ 71 ]        |
| 1925 | Духовидица                 | англ. The Mystic                  | зелёная ✓ | зелёная ✓ | зелёная ✓ | соавтор сценария (история)                            | [ 72 ]        |
| 1926 | Дрозд                      | англ. The Blackbird               | зелёная ✓ | зелёная ✓ | зелёная ✓ | соавтор сценария (история)                            | [ 73 ] [ 74 ] |
| 1926 | Дорога на Мандалай         | англ. The Road to Mandalay        | зелёная ✓ | зелёная ✓ | зелёная ✓ | соавтор сценария (история); непол. фильм              | [ 75 ]        |
| 1927 | Шоу                        | англ. The Show                    | зелёная ✓ | ❌        | зелёная ✓ | —                                                     | [ 76 ]        |
| 1927 | Неизвестный                | англ. The Unknown                 | зелёная ✓ | зелёная ✓ | зелёная ✓ | соавтор сценария (история)                            | [ 77 ]        |
| 1927 | Лондон после полуночи      | англ. London After Midnight       | зелёная ✓ | зелёная ✓ | зелёная ✓ | соавтор сценария (история и сценарий); утер. фильм    | [ 78 ]        |
| 1928 | Большой город              | англ. The Big City                | зелёная ✓ | зелёная ✓ | зелёная ✓ | соавтор сценария (история); утер. фильм               | [ 79 ]        |
| 1928 | Запад Занзибара            | англ. West of Zanzibar            | зелёная ✓ | ❌        | зелёная ✓ | —                                                     | [ 80 ]        |
| 1929 | Восток есть восток         | англ. Where East Is East          | зелёная ✓ | зелёная ✓ | ❌        | соавтор сценария (история)                            | [ 81 ]        |
| 1929 | Тринадцатый стул           | англ. The Thirteenth Chair        | зелёная ✓ | ❌        | зелёная ✓ | Выпущен как в немом формате, так и в звуковом         | [ 82 ]        |

### Полнометражные звуковые фильмы
| Год  | Русское название  | Оригинальное название     | Режиссёр  | Сценарист | Продюсер  | Примечания                                     | Ист.   |
| ---- | ----------------- | ------------------------- | --------- | --------- | --------- | ---------------------------------------------- | ------ |
| 1930 | Вне закона        | англ. Outside the Law     | зелёная ✓ | зелёная ✓ | зелёная ✓ | соавтор сценария (история и сценарий)          | [ 84 ] |
| 1931 | Дракула           | англ. Dracula             | зелёная ✓ | ❌        | ❌        | —                                              | [ 85 ] |
| 1931 | Железный человек  | англ. Iron Man            | зелёная ✓ | ❌        | ❌        | —                                              | [ 86 ] |
| 1932 | Уродцы            | англ. Freaks              | зелёная ✓ | ❌        | зелёная ✓ | —                                              | [ 87 ] |
| 1933 | Шустрые малые     | англ. Fast Workers        | зелёная ✓ | ❌        | ❌        | —                                              | [ 88 ] |
| 1935 | Знак вампира      | англ. Mark of the Vampire | зелёная ✓ | зелёная ✓ | зелёная ✓ | соавтор сценария (история; не указан в титрах) | [ 89 ] |
| 1936 | Дьявольская кукла | англ. The Devil-Doll      | зелёная ✓ | зелёная ✓ | ❌        | соавтор сценария (история и сценарий)          | [ 90 ] |
| 1939 | Чудеса на продажу | англ. Miracles for Sale   | зелёная ✓ | ❌        | зелёная ✓ | —                                              | [ 91 ] |
| 1946 | Внутренняя работа | англ. Inside Job          | ❌        | зелёная ✓ | ❌        | соавтор сценария (история)                     | [ 92 ] |

### Короткометражные фильмы
| Год  | Русское название           | Оригинальное название                 | Режиссёр  | Сценарист | Примечания                              | Ист.    |
| ---- | -------------------------- | ------------------------------------- | --------- | --------- | --------------------------------------- | ------- |
| 1915 | Удачная пересадка          | англ. The Lucky Transfer              | зелёная ✓ | ❌        | утер. фильм                             | [ 93 ]  |
| 1915 | Рабыня                     | англ. The Slave Girl                  | зелёная ✓ | ❌        | утер. фильм                             | [ 94 ]  |
| 1915 | Образ прошлого             | англ. An Image of the Past            | зелёная ✓ | ❌        | утер. фильм                             | [ 95 ]  |
| 1915 | Китайские гангстеры        | англ. The Highbinders                 | зелёная ✓ | ❌        | утер. фильм                             | [ 96 ]  |
| 1915 | Сюжет истории              | англ. The Story of a Story            | зелёная ✓ | ❌        | утер. фильм                             | [ 97 ]  |
| 1915 | Заклинание мака            | англ. The Spell of the Poppy          | зелёная ✓ | ❌        | утер. фильм                             | [ 98 ]  |
| 1915 | Электрическая сигнализация | англ. The Electric Alarm              | зелёная ✓ | ❌        | утер. фильм                             | [ 99 ]  |
| 1915 | Живая смерть               | англ. The Living Death                | зелёная ✓ | ❌        | утер. фильм                             | [ 100 ] |
| 1915 | Обожженная рука            | англ. The Burned Hand                 | зелёная ✓ | ❌        | утер. фильм                             | [ 101 ] |
| 1915 | Женщина из Уоррена         | англ. The Woman from Warren's         | зелёная ✓ | ❌        | утер. фильм                             | [ 102 ] |
| 1915 | Маленькая Мари             | англ. Little Marie                    | зелёная ✓ | ❌        | утер. фильм                             | [ 103 ] |
| 1915 | Королева банды             | англ. The Queen Of The Band           | ❌        | зелёная ✓ | соавтор сценария (история); утер. фильм | [ 104 ] |
| 1916 | Тайна летучей рыбы         | англ. The Mystery of the Leaping Fish | ❌        | зелёная ✓ | соавтор сценария (история)              | [ 105 ] |
| 1916 | Куклы                      | англ. Puppets                         | зелёная ✓ | ❌        | утер. фильм                             | [ 106 ] |
| 1916 | Все так делают             | англ. Everybody's Doing It            | зелёная ✓ | ❌        | утер. фильм                             | [ 107 ] |
| 1916 | Роковой стакан пива        | англ. The Fatal Glass of Beer         | зелёная ✓ | ❌        | утер. фильм                             | [ 109 ] |

## Как актёр
| Год  |     | Русское название                                         | Оригинальное название                                 | Роль                                                         |
| ---- | --- | -------------------------------------------------------- | ----------------------------------------------------- | ------------------------------------------------------------ |
| 1913 | кор | Запах ужасного преступления                              | англ. Scenting a Terrible Crime                       | гробовщик / (англ. The undertaker) утер.фил.                 |
| 1913 | кор | Павший герой                                             | англ. A Fallen Hero                                   | Сайлас Уиггинс / (англ. Silas Wiggins) утер.фил.             |
| 1914 | кор | Прерванный сеанс                                         | англ. An Interrupted Séance                           | актёр / (англ. The actor) утер.фил.                          |
| 1914 | кор | После её денег                                           | англ. After Her Dough                                 | главарь взловщиков / (англ. leader of the Yeggs) утер.фил.   |
| 1914 | кор | Жертвы скорости                                          | англ. Victims of Speed                                | Усталый Вилли / (англ. Weary Willie) утер.фил.               |
| 1914 | кор | Роковой костюм                                           | англ. The Fatal Dress Suit                            | роль неизвестна утер.фил.                                    |
| 1914 | кор | Почти невеста грабителя                                  | англ. Nearly a Burglar’s Bride                        | грабитель Эдгар / (англ. Edgar, the burglar) утер.фил.       |
| 1914 | кор | Иззи и бандит                                            | англ. Izzy and the Bandit                             | Гарри, Серебряная шляпа / (англ. Silver Hat Harry) утер.фил. |
| 1914 | кор | Место его преступления                                   | англ. The Scene of His Crime                          | роль неизвестна утер.фил.                                    |
| 1914 | кор | Гонка за невесту                                         | англ. A Race for a Bride                              | роль неизвестна                                              |
| 1914 | кор | Мужчина в диване                                         | англ. The Man in the Couch                            | Рональд / (англ. Ronald) утер.фил.                           |
| 1914 | кор | Евгеническая свадьба Нелл                                | англ. Nell's Eugenic Wedding                          | роль неизвестна утер.фил.                                    |
| 1914 | кор | Захватывающее ухаживание                                 | англ. An Exciting Courtship                           | роль неизвестна утер.фил.                                    |
| 1914 | кор | Последний глоток виски                                   | англ. The Last Drink of Whiskey                       | Отчаянный Рудольф / (англ. Desperate Rudolph) утер.фил.      |
| 1914 | кор | Муженек спешит на помощь                                 | англ. Hubby to the Rescue                             | Джон Мерси / (англ. John Mersey) утер.фил.                   |
| 1914 | кор | Обманщик                                                 | англ. The Deceiver                                    | Саймон Дженкс / (англ. Simon Jenks) утер.фил.                |
| 1914 | кор | Ловцы белых работорговцев                                | англ. The White Slave Catchers                        | Энтони Гумсталк / (англ. Anthony Gumstalk) утер.фил.         |
| 1914 | кор | Работа Билла [#1][A]                                     | англ. Bill’s Job                                      | мистер Джеймс Хэдли / (англ. Mr. James Hadley) утер.фил.     |
| 1914 | кор | Все вокруг неправильно                                   | англ. Wrong All Around                                | Спотти Джонс / (англ. Spotty Jones) утер.фил.                |
| 1914 | кор | Как Билл уладил дела с боссом [#2][A]                    | англ. How Bill Squared It with His Boss               | мистер Джеймс Хэдли / (англ. Mr. James Hadley) утер.фил.     |
| 1914 | кор | Предоставьте это Смайли                                  | англ. Leave It to Smiley                              | актёр / (англ. The actor) утер.фил.                          |
| 1914 | кор | Билл приглашает даму пообедать (Больше никогда!) [#3][A] | англ. Bill Takes a Lady Out to Lunch (— Never Again!) | мистер Джеймс Хэдли / (англ. Mr. James Hadley) утер.фил.     |
| 1914 | кор | Учитель Этель                                            | англ. Ethel’s Teacher                                 | Хью / (англ. Hugh) утер.фил.                                 |
| 1914 | кор | Билл спасает положение [#4][A]                           | англ. Bill Saves the Day                              | мистер Джеймс Хэдли / (англ. Mr. James Hadley) утер.фил.     |
| 1914 | кор | Романтика физкультуры                                    | англ. A Physical Culture Romance                      | один из парней / (англ. One of the boy) утер.фил.            |
| 1914 | кор | Билл организует профсоюз [#5][A]                         | англ. Bill Organizes a Union                          | мистер Джеймс Хэдли / (англ. Mr. James Hadley) утер.фил.     |
| 1914 | кор | Талисман                                                 | англ. The Mascot                                      | Том Гейлорд / (англ. Tom Gaylord) утер.фил.                  |
| 1914 | кор | Самозанятый [#6][A]                                      | англ. In Business for Himself                         | мистер Джеймс Хэдли / (англ. Mr. James Hadley) утер.фил.     |
| 1914 | кор | Снова потерпел неудачу                                   | англ. Foiled Again                                    | Ральф Куайс / (англ. Ralph Coises) утер.фил.                 |
| 1914 | кор | Билл управляет боксёром [#7][A]                          | англ. Bill Manages a Prizefighter                     | мистер Джеймс Хэдли / (англ. Mr. James Hadley) утер.фил.     |
| 1914 | кор | Невеста на миллион долларов                              | англ. The Million Dollar Bride                        | Генри / (англ. Henry) утер.фил.                              |
| 1914 | кор | Билл портит отпуск [#8][A]                               | англ. Bill Spoils a Vacation                          | мистер Джеймс Хэдли / (англ. Mr. James Hadley) утер.фил.     |
| 1914 | кор | Карьера Диззи Джо                                        | англ. Dizzy Joe’s Career                              | менеджер цирка / (англ. The circus manager) утер.фил.        |
| 1914 | кор | Билл присоединяется к организации W.W.W. [#9][A]         | англ. Bill Joins the W.W.W.’s                         | мистер Джеймс Хэдли / (англ. Mr. James Hadley)               |
| 1914 | кор | Вендетта Кейси                                           | англ. Casey’s Vendetta                                | Педро / (англ. Pedro)                                        |
| 1914 | кор | Вечеринка на крыше Этель [#10][A]                        | англ. Ethel’s Roof Party                              | мистер Джеймс Хэдли / (англ. Mr. James Hadley) утер.фил.     |
| 1914 | кор | Вышел — Вошел                                            | англ. Out Again — In Again                            | мистер Хенпек / (англ. Mr. Henpeck) утер.фил.                |
| 1914 | кор | У Этель есть постоянный парень [#11][A]                  | англ. Ethel Has a Steady                              | мистер Джеймс Хэдли / (англ. Mr. James Hadley) утер.фил.     |
| 1914 | кор | Уголок со шляпами                                        | англ. A Corner in Hats                                | Генри / (англ. Henry) утер.фил.                              |
| 1914 | кор | Дядя мистера Хэдли [#12][A]                              | англ. Mr. Hadley’s Uncle                              | мистер Джеймс Хэдли / (англ. Mr. James Hadley) утер.фил.     |
| 1914 | кор | Взломщики                                                | англ. The Housebreakers                               | Бунко Билл / (англ. Bunko Bill) утер.фил.                    |
| 1914 | кор | Билл и Этель на балу [#13][A]                            | англ. Bill and Ethel at the Ball                      | мистер Джеймс Хэдли / (англ. Mr. James Hadley) утер.фил.     |
| 1914 | кор | Рекордсмен                                               | англ. The Record Breaker                              | Джон / (англ. John) утер.фил.                                |
| 1915 | кор | Первое дело Этель [#14][A]                               | англ. Ethel’s First Case                              | мистер Джеймс Хэдли / (англ. Mr. James Hadley) утер.фил.     |
| 1915 | кор | Любовь и бизнес                                          | англ. Love and Business                               | Фред Гейтс / (англ. Fred Gates) утер.фил.                    |
| 1915 | кор | Листовка в родниковой воде [#15][A]                      | англ. A Flyer in Spring Water                         | мистер Джеймс Хэдли / (англ. Mr. James Hadley) утер.фил.     |
| 1915 | кор | Суматоха в искусстве                                     | англ. A Flurry in Art                                 | вор / (англ. The thief) утер.фил.                            |
| 1915 | кор | Купидон и вредитель                                      | англ. Cupid and the Pest                              | Эд / (англ. Ed) утер.фил.                                    |
| 1915 | кор | Билл заделался cлугой [#16][A]                           | англ. Bill Turns Valet                                | мистер Джеймс Хэдли / (англ. Mr. James Hadley) утер.фил.     |
| 1915 | кор | У музыки есть очарование                                 | англ. Music Hath Charms                               | певец Джим / (англ. Jim, the singer) утер.фил.               |
| 1915 | кор | Этель получает одобрение [#17][A]                        | англ. Ethel Gets Consent                              | мистер Джеймс Хэдли / (англ. Mr. James Hadley) утер.фил.     |
| 1916 | ф   | Нетерпимость (Эпизод: Современная история)               | англ. Intolerance                                     | владелец гоночного автомобиля / (англ. The racing car owner) |

- A ↑ ↑ ↑ ↑ ↑ ↑ ↑ ↑ ↑ ↑ ↑ ↑ ↑ ↑ ↑ ↑ ↑ Фильмы из серии короткометражных фильмов «Посыльный Билл» (англ. Bill the Office Boy)[167].

## Ссылка
- Tod Browning (англ.) на сайте Internet Movie Database
- Tod Browning — Filmography (англ.). AllMovie.